# Rossif Sutherland
Rossif Sutherland, született Rossif Racette-Sutherland (Vancouver, 1978. szeptember 25. –) kanadai színész.
Fontosabb televíziós szereplései voltak a Vészhelyzet (2003–2004) és Az uralkodónő (2013–2017) című sorozatok epizódjaiban. 2024-ben a Kisvárosi gyilkosság című bűnügyi drámasorozat főszerepét osztották rá.

## Fiatalkora és családja
Vancouverben született, Donald Sutherland és Francine Racette második gyermekeként. Angus Sutherland és Roeg Sutherland színészek testvére, illetve apai ágon Kiefer Sutherland féltestvére. Nevét Frédéric Rossif francia filmrendező után kapta.
Hétéves korától édesanyjával Párizsban élt. Tizenkilenc évesen a Princetoni Egyetemre ment filozófiát tanulni. Miután egy barátja kedvéért belekóstolt a filmezésbe, huszonkét évesen otthagyta a Princetont és New Yorkba költözött színészetet tanulni.

## Pályafutása
2003-ban debütált a mozivásznon, a Michael Crichton regényéből készült Idővonal című sci-fi kalandfilmben. Ebben az évben kapott visszatérő szerepet a Vészhelyzetben is, Lester Kertzenstein orvostanhallgatót alakítva. Édesapjával két alkalommal szerepelt együtt: A lókötő művész (2010) című filmben, valamint a Crossing Lines – Határtalanul című sorozat epizódjaiban.
2013–2017 között egy történelmi drámasorozat, Az uralkodónő szereplője lett, Nostradamust formálva meg.

## Magánélete
Celina Sinden brit színésznő férje, akivel Az uralkodónő című sorozatban együtt szerepelt. A házaspárnak egy fia született, a család Torontóban él.

## Filmográfia

### Film
| Év   | Magyar cím               | Eredeti cím                | Szerep               | Magyar hang         |
| ---- | ------------------------ | -------------------------- | -------------------- | ------------------- |
| 2003 | Idővonal                 | Timeline                   | François Dontelle    | Petridisz Hrisztosz |
| 2005 | Mi lett a kislányaimmal? | Red Doors                  | Alex                 |                     |
| 2006 | Szívek hullámhosszán     | I'm Reed Fish              | Gabe                 |                     |
| 2007 |                          | Poor Boy's Game            | Donnie Rose          |                     |
| 2009 | Könnyű pénz              | High Life                  | Billy                | Nagy Ervin          |
| 2010 | A lókötő művész          | The Con Artist             | Vince                |                     |
| 2010 |                          | Pour L'amour de Dieu       | Jésus                |                     |
| 2011 |                          | I'm Yours                  | Robert               |                     |
| 2012 | Hajnali hullák           | Dead Before Dawn           | Burt Rumsfeld        |                     |
| 2015 |                          | Hellions                   | Dr. Gabe Henry       |                     |
| 2015 |                          | Hyena Road                 | Ryan Sanders altiszt |                     |
| 2015 |                          | River                      | John Lake            |                     |
| 2016 | A tél vidéke             | Edge of Winter             | Luc                  | Magyar Bálint       |
| 2017 |                          | Trench 11                  | Barton hadnagy       |                     |
| 2018 |                          | Backstabbing for Beginners | Trevor               |                     |
| 2019 | A díszvendég             | Guest of Honour            | Mike                 |                     |
| 2019 | Churchill kémei          | A Call to Spy              | Dr. Chevain          |                     |
| 2020 | Gyilkos tudat            | Possessor                  | Michael Vos          | Mészáros András     |
| 2021 | A közvetítő              | The Middle Man             | Steve Miller         |                     |
| 2021 |                          | The Retreat                | Gavin                |                     |
| 2022 | Az árva: Első áldozat    | Orphan: First Kill         | Allen Albright       |                     |
| 2022 |                          | Stellar                    | csapos               |                     |

### Televízió
| Év        | Magyar cím                    | Eredeti cím                             | Szerep                 | Megjegyzések                   |
| --------- | ----------------------------- | --------------------------------------- | ---------------------- | ------------------------------ |
| 2003–2004 | Vészhelyzet                   | ER                                      | Lester Kertzenstein    | visszatérő szerep (11 epizód)  |
| 2005      | Monk – A flúgos nyomozó       | Monk                                    | Vic Blanchard          | 1 epizód                       |
| 2011      | Erica világa                  | Being Erica                             | Emmett                 | 1 epizód                       |
| 2011      | Elit egység                   | Flashpoint                              | Charlie Alanak         | 1 epizód                       |
| 2011      |                               | Living in Your Car                      | Sam                    | 1 epizód                       |
| 2012      |                               | King                                    | Pen Martin nyomozó     | főszereplő (2. évad) 13 epizód |
| 2012      | Hetedik érzék                 | The Listener                            | Anthony Wallace        | 1 epizód                       |
| 2012      |                               | An Officer and a Murderer               | Nick Gallagher nyomozó | tévéfilm                       |
| 2013      |                               | Cracked                                 | Timothy Lawton         | 1 epizód                       |
| 2013      | Copper – A törvény ára        | Copper                                  | Tim Doman              | 2 epizód                       |
| 2013      | Crossing Lines – Határtalanul | Crossing Lines                          | Moreau                 | 3 epizód                       |
| 2013–2017 | Az uralkodónő                 | Reign                                   | Nostradamus            | visszatérő szerep (19 epizód)  |
| 2014      |                               | Unité 9                                 | Jaïson                 | 3 epizód                       |
| 2014      | Kettős ügynök                 | Covert Affairs                          | Tony Salgado           | 4 epizód                       |
| 2015      |                               | Haven                                   | Henry / The Sandman    | 3 epizód                       |
| 2016      | A Térség                      | The Expanse                             | Neville Bosch          | 1 epizód                       |
| 2018      |                               | Believe Me: The Abduction of Lisa McVey | Bobby Joe Long         | tévéfilm                       |
| 2022      | A szolgálólány meséje         | The Handmaid's Tale                     | Ezra Shaw              | 2 epizód                       |
| 2022      |                               | Three Pines                             | Jean-Guy Beauvoir      | 8 epizód                       |
| 2023      |                               | Essex County                            | Doug                   | minisorozat (4 epizód)         |
| 2023      |                               | Bad Romance: The Vicky White Story      | Casey White            | tévéfilm                       |
| 2024      | B terv                        | Plan B                                  | Bryson                 | minisorozat (6 epizód)         |
| 2024      | Kisvárosi gyilkosság          | Murder in a Small Town                  | Karl Alberg            | főszereplő (8 epizód)          |

## Fordítás
- Ez a szócikk részben vagy egészben  a   Rossif Sutherland című angol Wikipédia-szócikk ezen változatának fordításán alapul.  Az eredeti cikk szerkesztőit annak laptörténete sorolja fel. Ez a jelzés csupán a megfogalmazás eredetét és a szerzői jogokat jelzi, nem szolgál a cikkben szereplő információk forrásmegjelöléseként.